# Emio – The Smiling Man: Famicom Detective Club
Emio – The Smiling Man: Famicom Detective Club (яп. ファミコン探偵倶楽部 笑み男 Фамиком Тантэй Курабу Эмио, «Детективный клуб Famicom: Улыбающийся человек») — компьютерная игра в жанре визуальной новеллы с элементами ужасов, разработанная японской компанией Nintendo для гибридной консоли Nintendo Switch. Это четвёртая часть серии Famicom Detective Club и первая новая игра франшизы за 27 лет — последней была BS Tantei Club: Yuki ni Kieta Kako, вышедшая в 1997 году. Релиз игры состоялся 29 августа 2024 года.
Первый тизер-трейлер проекта вышел 10 июля 2024 года и вызвал удивлённую реакцию как со стороны игроков, так и со стороны игровых журналистов — Nintendo, известной по играм для всей семьи, не свойственны проекты жанра ужасов или со взрослым возрастным рейтингом. После выхода тизера многие предполагали, что Emio связана с Project M, игрой под кодовым названием, разрабатываемой польской студией Bloober Team.

## Продвижение

### Тизер-трейлер

Кадр из тизер-трейлера.

10 июля 2024 года в 14:00 по UTC+1:00 на официальных YouTube-каналах Nintendo выходит видео продолжительностью 15 секунд с названием Emio. Видео демонстрирует мужчину в сером пальто с бумажным пакетом на голове, на котором нарисована улыбка. Он стоит в тускло освещённом помещении, на фоне играет жуткая колыбельная мелодия. На протяжении всего тизера видео сопровождается множественными помехами. В конце видео появляется надпись на японском языке, «笑み男», что означает «Улыбающийся человек». Описание видео содержит только одну надпись — хештег #WhoIsEmio (англ. Кто такой Эмио?). Версии видео для европейских каналов содержали предупреждение: «This video contains scenes that some viewers may find disturbing» (рус. В этом видео содержатся сцены, которые некоторым зрителям могут показаться тревожными). Одновременно с тизером запустился и японский сайт Emio, который показывает отрывок из видео на YouTube.
Видео вызвало удивлённую реакцию среди игровых журналистов и простых игроков. Многие сделали вывод, что видео является тизером новой компьютерной игры Nintendo, которая вероятнее всего будет выполнена в жанре horror, на что указывают возрастные рейтинги 18+, мелькающие в видео, и выйдет на гибридной консоли Nintendo Switch, на что указывает заставка консоли в начале ролика. Австралийская аттестационная комиссия и новозеландское Управление классификации кино и литературы перечислила темы, которые затрагиваются в Emio: «насилие, жестокость, домашнее насилие, упоминания самоубийства».
Среди версий было и то, что Emio — проект польской студии Bloober Team, разработчиков ремейка Silent Hill 2, а также хорроров Layers of Fear, The Medium и Blair Witch. В 2022 году Bloober Team объявила о планах создавать игры в жанре хоррор для Nintendo Switch совместно с другой польской студией, Forever Entertainment. В 2023 году Bloober Team объявила о сотрудничестве со студией Draw Distance над будущей игрой под кодовым названием Project M. 7 июня 2024 года Bloober Team объявила о прекращении сотрудничества с Draw Distance, и что будущая игра будет разрабатываться новым подразделением Bloober Team под названием Broken Mirror Games. У этого подразделения есть только один пост в социальных сетях — поздравление Nintendo с успешными продажами Switch, которое сопровождает неизвестный концепт-арт. В интервью порталу PAP Biznes, которое вышло 8 июля 2024 года, за два дня до выхода тизера, сооснователь и президент компании Пётр Бабено сообщил, что Project M разрабатывается для «консоли Nintendo», имеет «значительно меньший» бюджет чем предыдущие игры Bloober Team, а также что они «работают совместно с лучшими в мире разработчиками игр для платформ Nintendo». Бабено назвал создание Project M «большим вызовом», и уточнил, что этот проект имеет для Bloober Team большое значение в контексте долгосрочных планов компании. Новостной сайт Kotaku запросил подтверждение у Bloober Team о потенциальной связи Emio с Project M, однако представитель компании отказался давать комментарии и вместо этого напомнил, что они расскажут больше о Project M в «подходящее время». Согласно редакции сайта IGN, которая проконсультировалась со своими источниками в игровой индустрии, Emio, скорее всего, не является игрой Bloober Team, и вместо этого её разработкой занимается другая студия, известная по хоррор-играм.

## Восприятие
| Сводный рейтинг       | Сводный рейтинг |
| Агрегатор             | Оценка          |
| --------------------- | --------------- |
| Metacritic            | 76/100          |
| OpenCritic            | 72%             |
| Иноязычные издания    |                 |
| Издание               | Оценка          |
| Destructoid           | 7.5/10          |
| Edge                  | 6/10            |
| Eurogamer             | 3/5             |
| Famitsu               | 31/40           |
| Nintendo Life         | 7/10            |
| Shacknews             | 8/10            |
| Video Games Chronicle | 3/5             |
| Siliconera            | 8/10            |

### Реакция на анонс игры
Тизер-трейлер Emio удивил журналистов, так как в широких массах Nintendo известна как компания, ориентирующаяся на издание игр для всей семьи, и анонс хоррор-проекта собственного производства с их стороны выглядел нетипично. Также журналисты отметили, что необычно и то, как был анонсирован проект: не на прямой трансляции Nintendo Direct, которая прошла за месяц до выхода видео, 18 июня 2024 года, а отдельным коротким роликом.